# Machaeropalpus
Machaeropalpus là một chi bướm đêm thuộc họ Erebidae.